# Camp de convecció elèctrica magnetosfèrica
L'impacte del vent solar sobre la magnetosfera genera un camp elèctric dins de la magnetosfera interna (r < 10 a; amb un radi de la Terra) - el camp de convecció. La seva direcció general és des de l'alba fins al capvespre. El plasma tèrmic co-rotatori dins de la magnetosfera interna deriva ortogonalment a aquest camp i al camp geomagnètic Bo. El procés de generació encara no s'entén completament. Una possibilitat és la interacció viscosa entre el vent solar i la capa límit de la magnetosfera (magnetopausa). Un altre procés pot ser la reconnexió magnètica. Finalment, pot ser possible un procés de dinamo hidromagnètica a les regions polars de la magnetosfera interna. Les mesures directes mitjançant satèl·lits han donat una imatge força bona de l'estructura d'aquest camp.   Existeixen diversos models d'aquest camp.
Un model molt utilitzat és el model de Volland-Stern

## Descripció del model
Es basa en dos supòsits simplificadors: primer, s'introdueix un camp dipolar geomagnètic coaxial B. Les seves línies de camp magnètic es poden representar pel paràmetre de closca

| {\displaystyle L={\frac {r}{a\sin ^{2}\theta }}} | \| \| \| \| \| \| \| \| | (1) |
|                                                  |                         |     |
|                                                  |                         |     |
amb r la distància de la Terra, a el radi de la Terra i θ la co-latitud. Per a r = a, θ és la colatitud del punt de peu de la línia a terra. L = const és l'equació d'una línia de camp magnètic, i r = a L és la distància radial de la línia a l'equador geomagnètic (θ = 90°). En segon lloc, s'assumeix que el camp elèctric es pot derivar d'un potencial electroestàtic Φ c. Com que en un plasma elèctric altament conductor com la magnetosfera, els camps elèctrics han de ser ortogonals als camps magnètics, la capa de potencial elèctric és paral·lela a la capa magnètica. La relació
{\displaystyle \Phi _{\mathrm {c} }={\frac {\Phi _{\mathrm {co} }}{2}}\left({\frac {L}{L_{m}}}\right)^{q}\sin(\tau -\tau _{\mathrm {co} })<}
compleix aquesta condició. Aquí {\displaystyle L_{m}={\frac {1}{\sin ^{2}\theta _{m}}}} és la separadora  que separa la magnetosfera de latituds baixes amb línies de camp geomagnètic tancats a θ ≥ θm de la magnetosfera polar amb línies de camp magnètics oberts (que té només un punt de peu a la Terra), i τ l'hora local. θm ~ 20° és la frontera polar de la zona auroral. q, Φco i τco són paràmetres empírics, que s'han de determinar a partir de les observacions. eq. (2) produeix un sistema de coordenades que co-rota amb la Terra, el seu equador geomagnètic és idèntic a l'equador geogràfic. Com que el potencial elèctric és simètric respecte a l'equador, només cal tenir en compte l'hemisferi nord. La direcció general del potencial és des de l'alba fins al capvespre, i Φco és la diferència de potencial total. Per a una transformació d'un sistema de coordenades magnetosfèriques giratoris a un sistema no giratori, τ s'ha de substituir per la longitud -λ.

## Magnetosfera interna
Amb els nombres q ~ 2, i Φco i τco augmentant amb l'activitat geomagnètica (per exemple, Φco ~ 17 i 65 kVolt, i τco ~ 0 i 1 h, durant condicions geomagnèticament tranquil·les i lleugerament alterades, respectivament), eq. (2) vàlid a latituds més baixes, (θ > θm) i dins de la magnetosfera interna (r ≤ 10 a) és el model de Volland-Stern (vegeu la figura 1 a)).

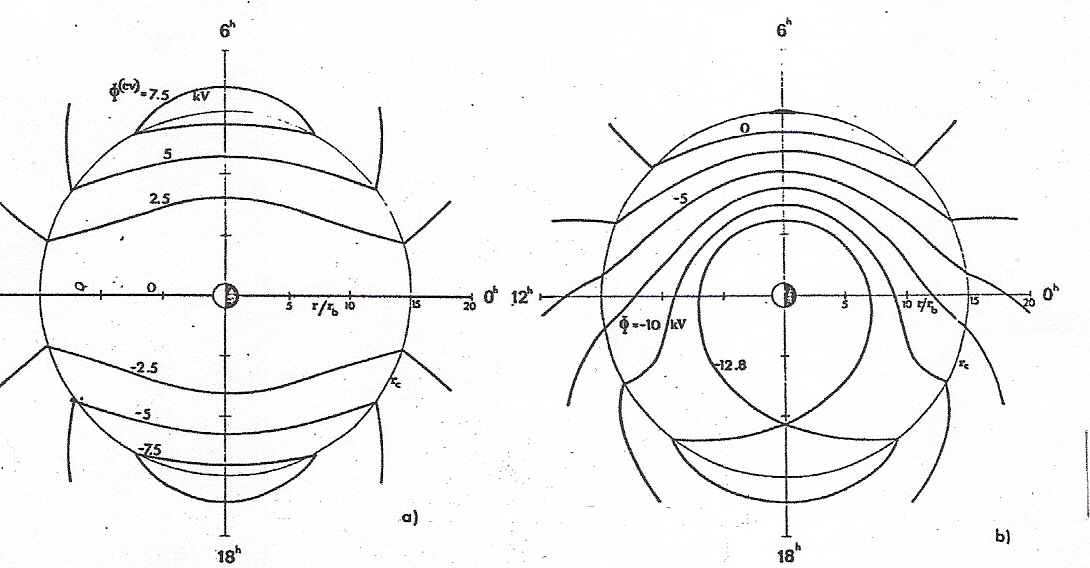
Figura 1: Línies equipotencials del camp de convecció elèctrica dins del pla equatorial de la magnetosfera (esquerra) i superposició del camp de convecció amb el camp de co-rotació (dreta) durant condicions magnèticament silencioses

L'ús d'un camp electroestàtic fa que aquest model només sigui vàlid per a variacions temporals lentes (de l'ordre d'un dia o més). L'assumpció d'un camp dipolar magnètic coaxial implica que només es poden simular estructures a escala global. Els components del camp elèctric es deriven de

| {\displaystyle \mathbf {E} =-\nabla \Phi } | \| \| \| \| \| \| \| \| | (3) |
|                                            |                         |     |
|                                            |                         |     |
com
{\displaystyle {\begin{aligned}&E_{r}=-{\frac {q}{r}}\Phi _{\mathrm {c} }\\&E_{\theta }={\frac {2q}{r}}\cot \theta ~\Phi _{c}\\&E_{\lambda }=-{\frac {1}{r\sin \theta }}\cot(\lambda -\lambda _{\mathrm {co} })\Phi _{\mathrm {co} }\end{aligned}}}
En presència del camp geomagnètic es genera un camp elèctric en un marc de referència rotatiu per tal de compensar la força de Lorentz. Aquest és l'anomenat camp de co-rotació elèctrica mesurat per un observador que gira amb la Terra. Amb les condicions simplificadores donades anteriorment, el seu potencial és
{\displaystyle \Phi _{r}=-{\frac {\Phi _{\mathrm {ro} }}{L}}} (4)

amb Φ ro = 90 kVolt. El plasma tèrmic de la magnetosfera interna gira conjuntament amb la Terra. En un marc de referència no rotatiu, reacciona a la suma dels dos camps

| {\displaystyle \Phi _{c}+\Phi _{r}} | \| \| \| \| \| \| \| \| | (5) |
|                                     |                         |     |
|                                     |                         |     |
en eq. (2) i (4). Com que Φ r disminueix amb la distància de la Terra mentre que Φ c augmenta, la configuració de la suma d'ambdós potencials té una regió interna semblant a un tor de capes equipotencials tancades, anomenada plasmasfera, en la qual les partícules ionitzades d'energia tèrmica romanen atrapades. De fet, les observacions de whistler han revelat una densitat de plasma dins de la plasmasfera diversos ordres de magnitud més gran que fora de la plasmapausa, que és l'última capa equipotencial tancada  (vegeu la figura 1b)). A partir de la forma de la configuració de plasmapausa observada, l'exponent q = 2 a l'eq. (2) s'ha determinat, mentre que l'extensió de la plasmapausa que disminueix amb l'activitat geomagnètica es simula per l'amplitud Φ co

## Origen del camp de convecció
L'origen del camp de convecció elèctrica resulta de la interacció entre el plasma del vent solar i el camp geomagnètic. A les regions polars amb línies de camp magnètic obert (on el camp geomagnètic es fusiona amb el camp magnètic interplanetari), el vent solar que flueix per la magnetosfera polar indueix un camp elèctric dirigit des de l'alba fins al capvespre. La separació de càrregues té lloc a la magnetopausa. Aquesta àrea està connectada mitjançant l'últim paràmetre de closca tancada Lm amb la regió de la dinamo ionosfèrica. Així, els corrents de descàrrega flueixen a través de corrents alineats al camp elèctric (corrents de Birkeland) al llarg de L m dins de la regió de la dinamo ionosfèrica. Els corrents alineats al camp flueixen a la ionosfera pel costat del matí i fora de la ionosfera pel costat del vespre. La variabilitat del flux del vent solar determina l'activitat magnetosfèrica, expressada generalment pel grau d'activitat geomagnètica observada a terra.